# Autoriduttori
Gli autoriduttori sono stati un movimento politico-musicale italiano attivo negli anni settanta.

## Storia
Nati nei primi anni settanta nell'ambito dei vari movimenti della Sinistra extraparlamentare post sessantottina, con forti legami con Autonomia Operaia, gli Autoriduttori erano convinti che la musica dovesse essere gratuita, in quanto prodotto culturale che doveva essere accessibile alle masse, e si rifiutavano di pagare i biglietti dei concerti finendo spesso con lo scontrarsi con le forze dell'ordine.
Il primo episodio noto in cui si parlò del movimento avvenne il 5 luglio 1971, al Velodromo Vigorelli di Milano durante una tappa della manifestazione canora Cantagiro, in cui i Led Zeppelin suonarono come ospiti. Il concerto, a causa di scontri fra gli autoriduttori e le forze dell'ordine, che reagirono sparando lacrimogeni in mezzo alla folla, durò solamente ventisei minuti. I quattro Led Zeppelin furono infatti costretti ad abbandonare il palco e la loro strumentazione, che però venne recuperata, e a barricarsi dietro le quinte.
Tra i più noti promotori del movimento vi furono Marcello Baraghini a Roma, titolare dell'agenzia di controinformazione Stampa Alternativa (in seguito nota casa editrice) e Giulio Tedeschi a Torino con la rivista underground Tampax; interventi di autoriduttori venivano pubblicati spesso in quegli anni nelle lettere dei lettori di settimanali musicali come Ciao 2001 e Qui Giovani.
Tra gli obiettivi del movimento vi era anche quello di denunciare i guadagni, giudicati eccessivi, di cantanti legati alla sinistra: tra gli episodi di contestazione il più noto è il processo a Francesco De Gregori: durante la tournée del 1976, il 2 aprile, precisamente nella seconda tappa, al Palalido di Milano (il debutto era avvenuto a Pavia), alcuni ragazzi appartenenti ai collettivi politici studenteschi (tra cui Gianni Muciaccia, leader e bassista del gruppo musicale Kaos Rock e Nicoletta Bocca, figlia del famoso giornalista Giorgio), salirono ripetutamente sul palco per leggere un volantino politico e per contestare il cantante, colpevole - a loro dire - di frequentare alberghi lussuosi e soprattutto di strumentalizzare i temi cari alla sinistra per arricchirsi.
De Gregori, dopo avere eseguito qualche altra canzone, abbandonò il palco. Ma i ragazzi dei collettivi lo costrinsero a risalire, quindi, circondatolo, inscenarono un vero e proprio "interrogatorio" (con questioni e sentenze del tipo: «Quanto hai preso stasera?», o «Se sei un compagno, non a parole ma a fatti, lascia qui l'incasso», o «Vai a fare l'operaio e suona la sera a casa tua»). Dopo venti minuti di assedio, De Gregori riuscì a raggiungere il camerino, dopodiché dichiarò ai giornali: «Non canterò mai più in pubblico. Stasera mancava solo l'olio di ricino, poi la scena sarebbe stata completa».
Anche altri cantautori subirono contestazioni in tutta Italia: Antonello Venditti al teatro Diana di Napoli, e Lucio Dalla a Milano il 24 luglio del 1978 (durante il concerto al Castello Sforzesco venne anche lanciata sul palco una bomba molotov)
Altre contestazioni avvennero durante il concerto di Lou Reed a Roma nel 1975, in cui venne catturato come ostaggio il manager David Zard ed in cui venne ferito alla testa da un cubetto di porfido il bassista del cantante.
Un altro scontro molto noto avvenne il 13 settembre del 1977: nel corso di un famoso concerto di Carlos Santana al Velodromo Vigorelli di Milano, gli scontri con gli autoriduttori degenerarono, e alla fine, oltre al lancio di sassi e bulloni, venne tirata una molotov che arrivò sul palco. A causa di questo episodio, in seguito le rockstar internazionali saltarono l'Italia dalle tappe dei loro tour, ritenendola un posto poco raccomandabile per tenere dei concerti in serenità, fino ai concerti di Patti Smith del 1979 a Bologna e Firenze.

## Influenza culturale
Il primo a citare gli autoriduttori in una canzone fu nel 1977 Roberto Vecchioni nel brano Vaudeville (Ultimo mondo cannibale), contenuto nel suo 33 giri Samarcanda: traendo ispirazione dall'episodio di contestazione occorso a Francesco De Gregori l'anno prima, descrivendo il cantautore lo definisce 
(Roberto Vecchioni, Vaudeville (Ultimo mondo cannibale))
Anche Edoardo Bennato, nell'album OK Italia del 1987, descrive in una canzone intitolata Era una festa le azioni degli autoriduttori:
(Edoardo Bennato, Era una festa)
In seguito, anche i reggiani Offlaga Disco Pax parlarono di loro, nel loro terzo ed ultimo album Gioco di società del 2012:
(Offlaga Disco Pax, Respinti all'uscio)